# Place du Palais-Royal
 (août 2016).
Si vous disposez d'ouvrages ou d'articles de référence ou si vous connaissez des sites web de qualité traitant du thème abordé ici, merci de compléter l'article en donnant les références utiles à sa vérifiabilité et en les liant à la section « Notes et références ».
La place du Palais-Royal est une place située dans le 1er arrondissement de Paris.

## Situation et  accès
Avec la place André-Malraux et la place Colette, c'est une des trois places qui bordent les jardins du Palais-Royal et la Comédie-Française. Elle est délimitée au nord par la rue Saint-Honoré et le Palais-Royal ; au sud par la rue de Rivoli et le palais du Louvre.

## Origine du nom

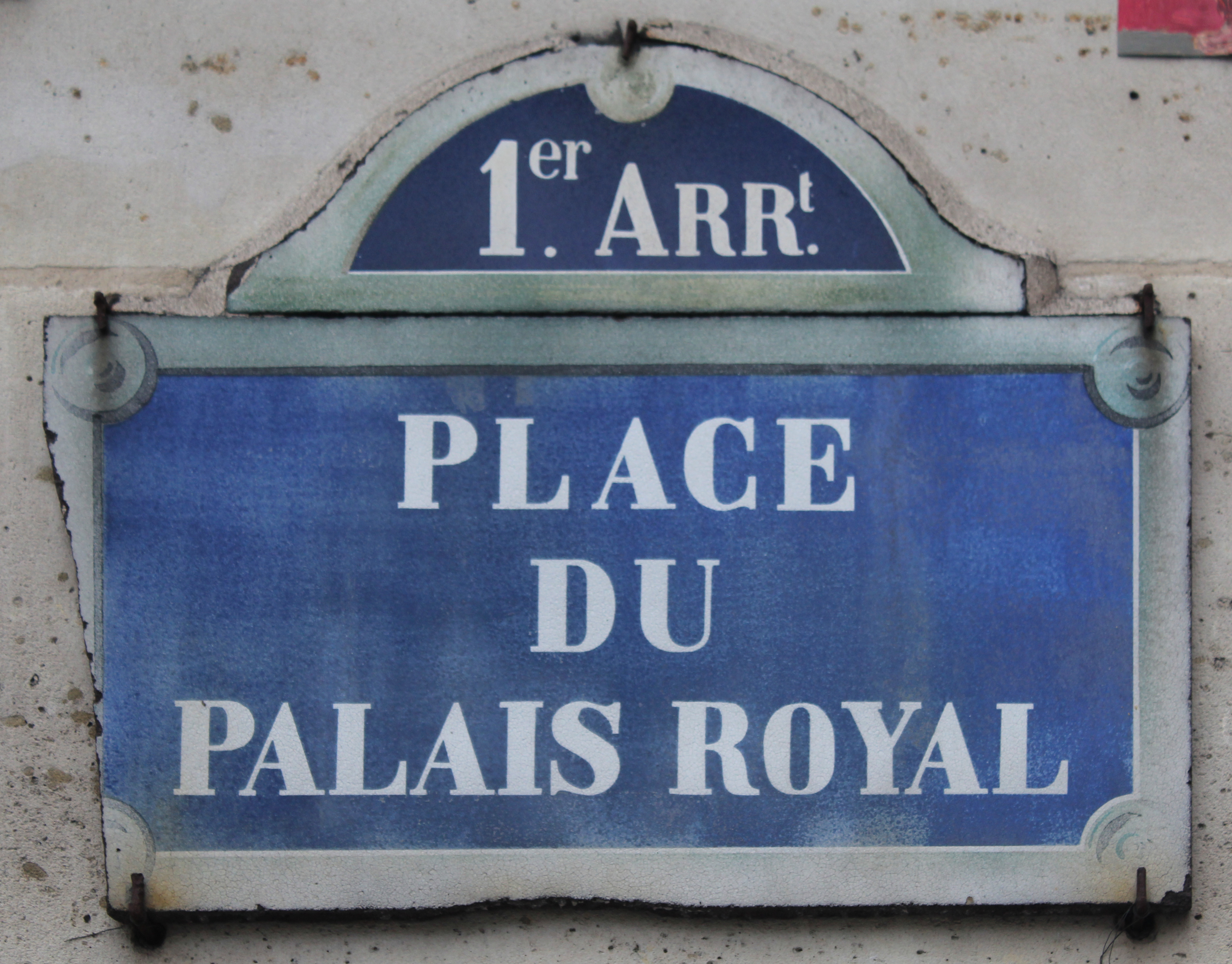
Plaque de la place.

Cette place doit son nom à sa situation, devant le Palais-Royal.

## Historique
La place est créée devant le Palais-Royal après la démolition de l'hôtel de Sillery en 1648. Elle était délimitée à l'est par la rue Froidmanteau et à l'ouest par la rue Saint-Thomas-du-Louvre. 
En 1713, Philippe d'Orléans décide de faire construire le château d'eau du Palais-Royal face à l'entrée du Palais-Royal. Le dessin du monument est confié à Robert de Cotte. L'opération étant financée par l'administration des Bâtiments du Roi, ses plans sont approuvés le 7 mai 1714, par Louis-Antoine de Pardaillan de Gondrin, son directeur. Les travaux sont achevés en 1719.
En 1769, il est décidé d'agrandir la place vers l'ouest par la démolition d'immeubles jouxtant l'hôpital des Quinze-Vingts. Les deux angles avec la rue Saint-Honoré doivent former un pan coupé. Il est prévu que les immeubles reconstruits soient édifiés en pierre de taille et non en moellons ou en meulière. Ces constructions sont terminées en 1776. Il est également prévu de détruire le château d'eau, mais ce projet n'est pas réalisé. En 1779, des lettres-patentes ordonnent le percement de la rue de Chartres-Saint-Honoré entre la place du Palais-Royal et la place du Carrousel, à l'emplacement de l'hôpital des Quinze-Vingt transféré à son emplacement actuel.
Le 24 février 1848, lors des événements insurrectionnels, la voie fut le théâtre d'affrontement entre les insurgés et la troupe. Le château d'eau est alors détruit par un incendie.
La place prend sa configuration actuelle lors du prolongement de la rue de Rivoli et la construction de la galerie nord du Louvre. Le 23 décembre 1852, un décret déclare en effet d'utilité publique la construction de maisons uniformes avec arcades sur les deux côtés de la place. La destruction des immeubles de la place est déclarée d'utilité publique l'année suivante,,. Dans les années 1870-1880, sont érigés à l'ouest l'hôtel du Louvre et à l'est les Grands Magasins du Louvre (Louvre des antiquaires depuis 1978).

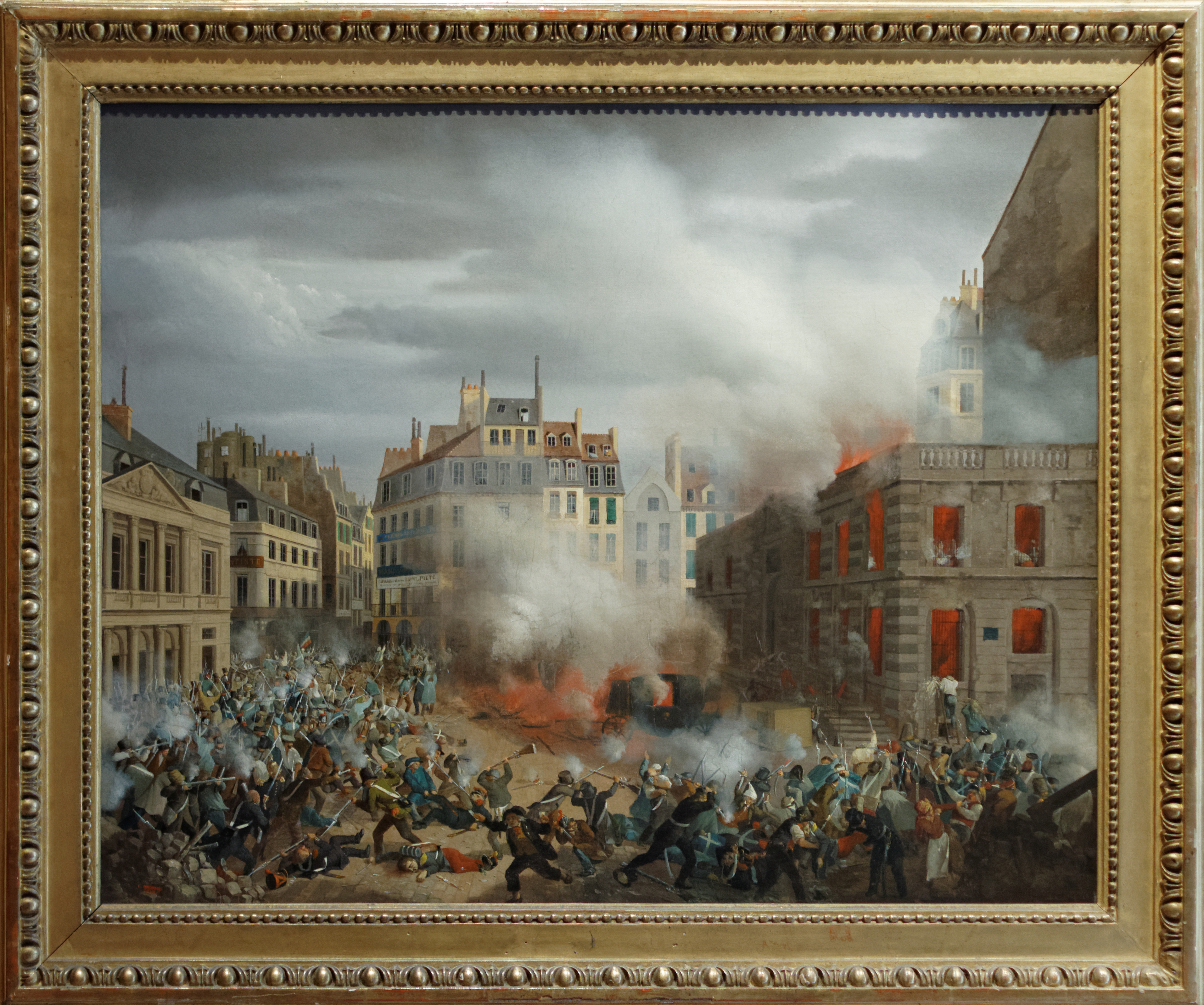
Incendie du château d'eau en 1848 (Carnavalet).
La place après son réaménagement.
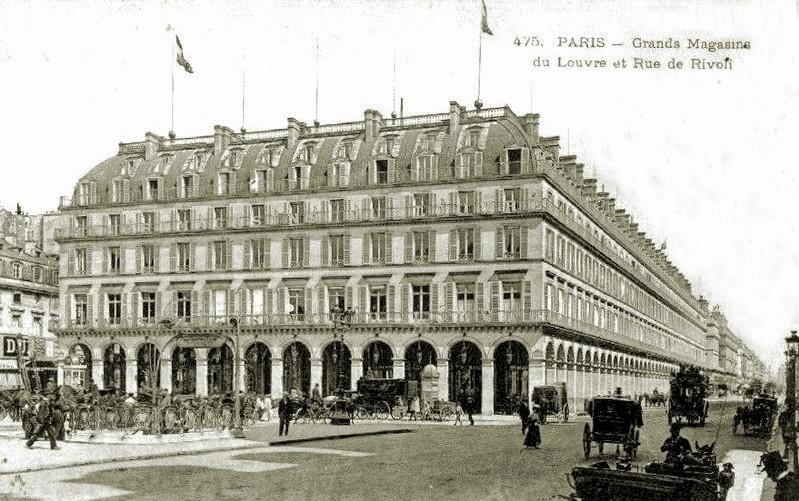
Les Grands Magasins du Louvre vers 1890.

## Bâtiments remarquables et lieux de mémoires
- Au sud de la place, se trouvait le château d'eau du Palais-Royal, construit entre 1714 et 1719 par Robert de Cotte. Il a été détruit le 24 février 1848 par un incendie provoqué par les émeutiers de la révolution française de 1848.
- À l'angle de la rue de Valois et de la rue Saint-Honoré se situait la salle de théâtre du Petit Cardinal, où Molière jouant Argan, dans Le Malade imaginaire, fut pris d'un malaise mortel le 17 février 1673.
- Le Louvre des antiquaires est un centre commercial spécialisé unique en son genre, regroupant dans son vaste bâtiment de style haussmannien des commerces d'antiquités, dans le quartier du Palais-Royal du 1er arrondissement de Paris. Ce centre commercial a été inauguré en octobre 1978 à l'emplacement des anciens Grands Magasins du Louvre. C'est-ici que se trouvait le Café militaire ou Café élevé, en 1762, au rez-de-chaussée d'un immeuble de la rue Saint-Honoré ; le Café militaire était réservé aux officiers. Son décor est l'une des premières commandes parisiennes de Claude-Nicolas Ledoux (1736-1806). En janvier 1811, les architectes Percier et Fontaine commencent la construction d'une vaste chapelle Saint-Napoléon, construction abandonnée après la campagne de Russie[réf. nécessaire].

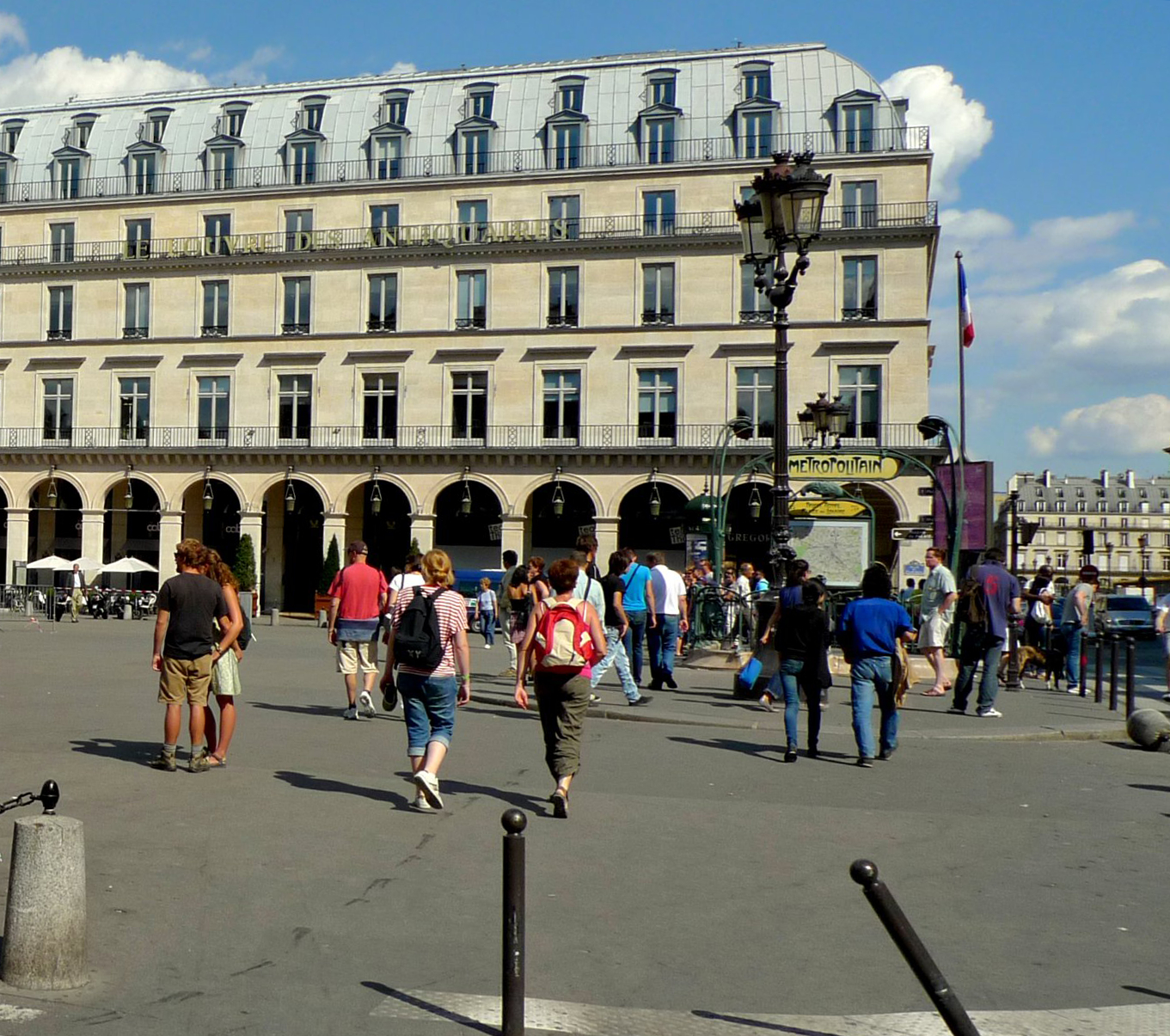
Le Louvre des antiquaires avant les travaux lancés en 2020.
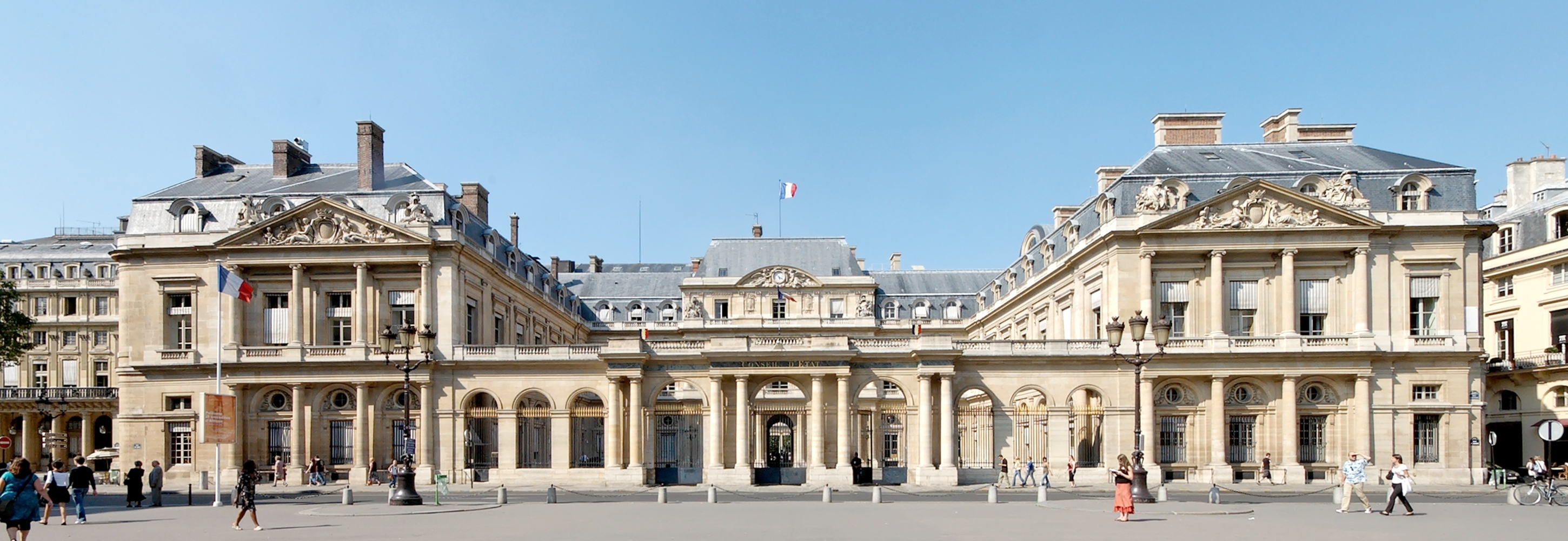
Entrée du Conseil d'État, place du Palais-Royal.
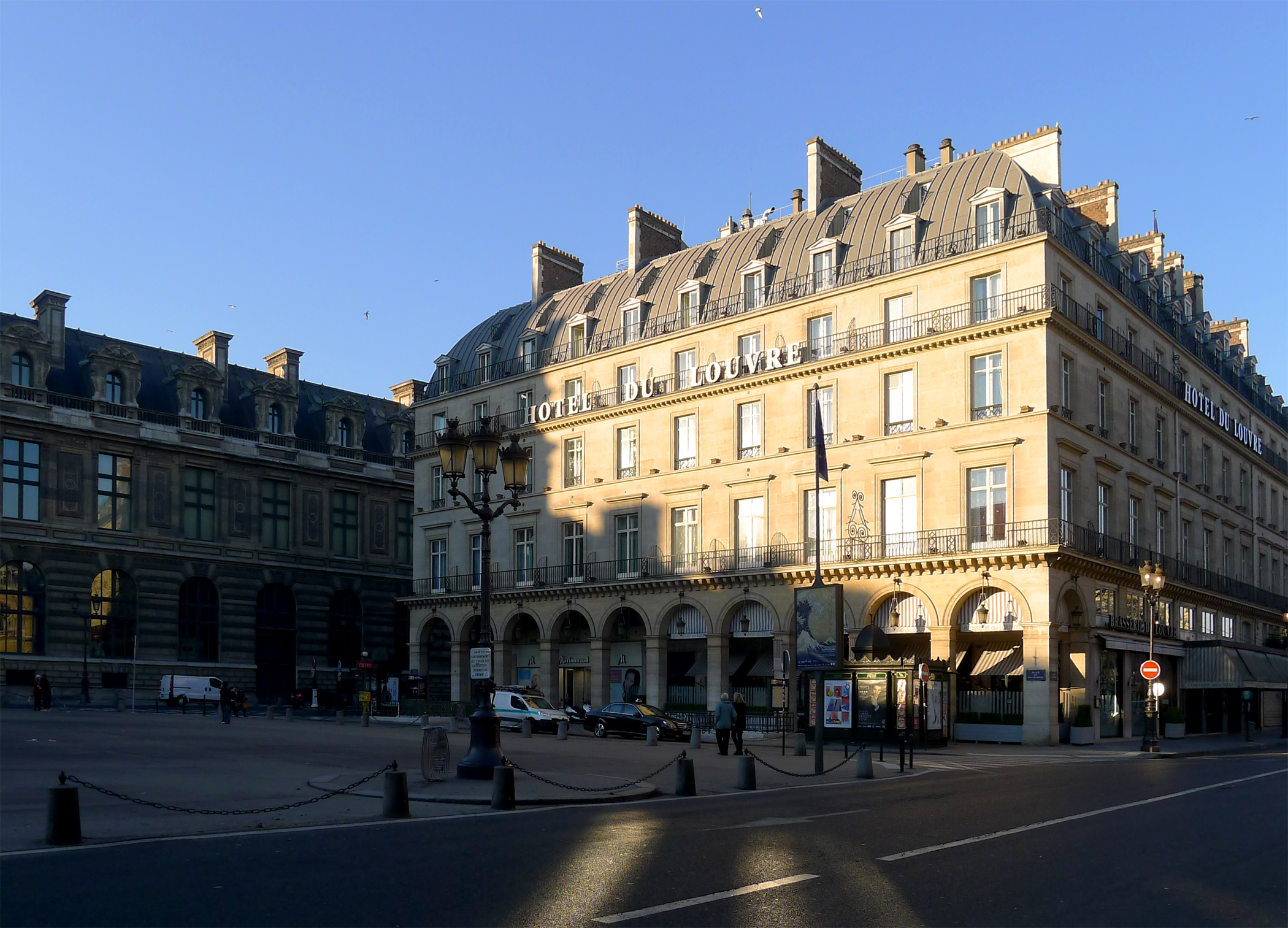
La place vue en direction de la rue de Rivoli. Sur la droite, le grand hôtel du Louvre.
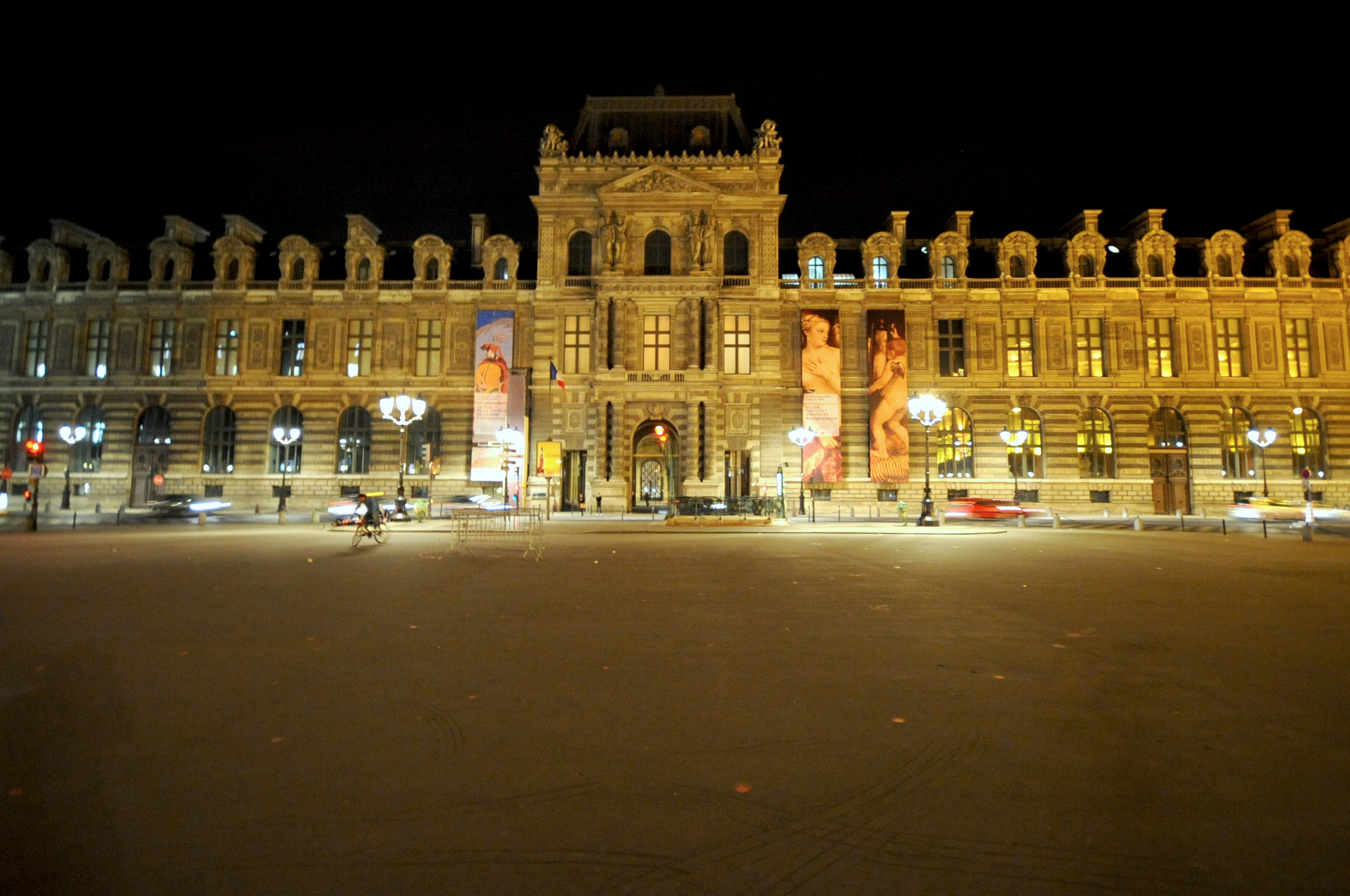
La place du Palais-Royal, coté sud, délimitée par le Palais du Louvre, en 2009.
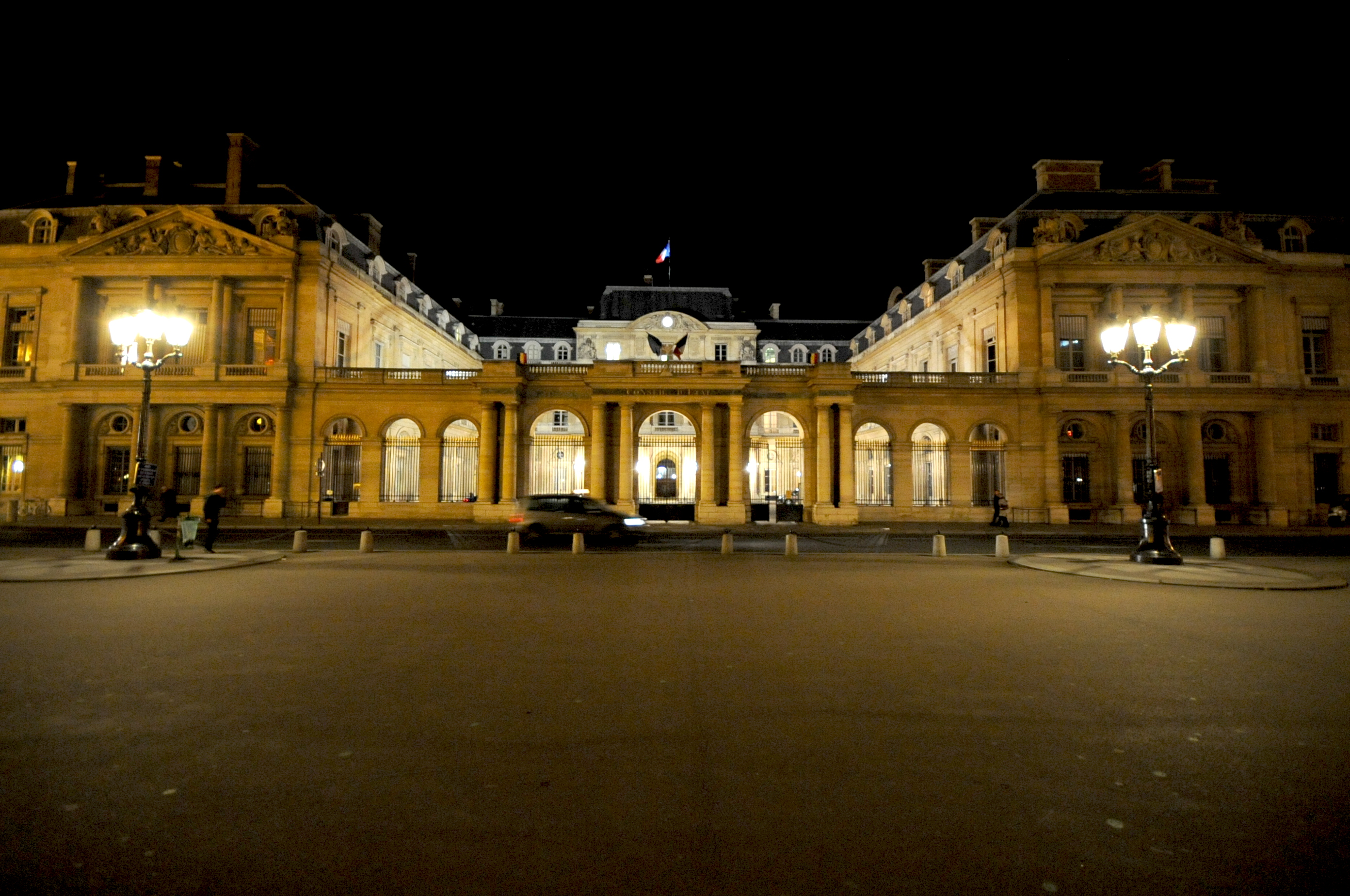
La place du Palais-Royal, coté nord, délimitée par le Conseil d'État, en 2009.

Dans son roman Quatrevingt-treize (1874), Victor Hugo évoque la place sous la Révolution : « Sur la place du Palais-Royal, l’inscription de la fontaine : Quantos effundit in usus ! était cachée par deux grandes toiles peintes à la détrempe, représentant l’une, Cahier de Gerville dénonçant à l’Assemblée nationale le signe de ralliement des « chiffonnistes » d’Arles ; l’autre, Louis XVI ramené de Varennes dans son carrosse royal, et sous ce carrosse une planche liée par des cordes portant à ses deux bouts deux grenadiers, la bayonnette au fusil ».
Une scène de la troisième saison de la série télévisée Baron noir (2020) est tournée sur la place.

## Pour approfondir